# Howard County (Arkansas)
Howard County is een county in de Amerikaanse staat Arkansas.
De county heeft een landoppervlakte van 1.521 km² en telt 14.300 inwoners (volkstelling 2000). De hoofdplaats is Nashville.